# Sear Bliss
Sear Bliss je maďarská folk/gothic/black metalová kapela založená v roce 1993 ve městě Szombathely. Ve své tvorbě využívá atypické nástroje, např. flétnu, trubku, pozoun, housle.
První demo The Pagan Winter vyšlo v roce 1995, první studiové album s názvem Phantoms v roce 1996 u hudebního labelu Two Moons (subvydavatelství nizozemských Mascot Records). Debut zaznamenal velký ohlas.

## Diskografie

### Dema
- The Pagan Winter (1995)[4]

### Studiová alba
- Phantoms (1996)
- The Haunting (1998)
- Grand Destiny (2001)
- Forsaken Symphony (2002)
- Glory and Perdition (2004)
- The Arcane Odyssey (2007)
- Eternal Recurrence (2012)

### EP
- The Pagan Winter - In the Shadow of Another World (1997)
- Souldive (2002)

### Videa
- Official Live Bootleg (2005)
- Decade of Perdition (2005)